# Vera Fogwill
Vera Fogwill (Buenos Aires, 28 novembre 1972) è un'attrice, regista cinematografica e sceneggiatrice argentina.
È figlia del sociologo e scrittore Rodolfo Fogwill.

## Filmografia parziale

### Attrice
Cinema
- El censor, regia di Eduardo Calcagno (1995)
- Buenos Aires Vice Versa, regia di Alejandro Agresti (1996)
- Evita, regia di Alan Parker (1996)
- Plaza de almas, regia di Fernando Díaz (1997)
- L'ultimo cinema del mondo (El viento se llevó lo qué), regia di Alejandro Agresti (1998)

Televisione
- Canto rodado (escuela de arte) (1993) - 39 episodi
- Mujeres asesinas (2006) - 1 episodio

### Attrice, regista e sceneggiatrice
- Las mantenidas sin sueños (2005)